# Yasión
En la mitología griega, Yasión, Iasión (Ἰασίων / Iasíōn), Yaso (Ἴασος) o Eetión (Ἠετίων) fue el fundador mítico de los misterios de Samotracia. En cuanto a su filiación, la tradición común lo hace hijo de Zeus y Electra, una de las Pléyades, y su hermano mayor fue Dárdano. Otros autores añaden a otros hermanos diferentes, como Ematión y Harmonía. Higino dice que Yasión era hijo de Córito (hijo de Zeus) — acaso refiriéndose a Córibas—  o de Tusco.  Otras versiones tardías lo imaginaron como hijo de Zeus y la ninfa Hemera, o bien de Ilitio o incluso de Minos y la ninfa Pironia.
Procedente, según diferentes fuentes, de Italia, Arcadia o Creta, huyó de una inundación, junto a parte de la población, hasta la isla de Samotracia, donde su padre le inició en los misterios sagrados de Deméter. Fue el primero en iniciar a extranjeros en los mismos, por lo que se hicieron famosos. Uno de estos iniciados fue el héroe tebano Cadmo, que acabó casándose con la hermana de Yasión, Harmonía, en la misma isla de Samotracia. Durante la boda de Cadmo y Harmonía, Yasión fue seducido por Deméter. Embriagados por el néctar del banquete, los amantes salieron a hurtadillas de la mansión y se acostaron abiertamente en un campo tres veces arado, lo que tenía un significado simbólico, y de esta relación nacieron Pluto y Filomelo, condenados a no estar nunca de acuerdo. Cuando volvieron, Zeus sospechó lo que habían hecho por su comportamiento y el barro que tenían en los brazos y las piernas. Enfurecido porque Yasión se había atrevido a tocar a Deméter, el rey de dioses y hombres lo mató con un rayo. Otros, como Ovidio, alegan que Deméter le suplicó a su hermano que le perdonara la vida y así la diosa de la agricultura consiguió deificar a Yasión como una deidad rústica.
Otras versiones afirman que acabó uniéndose con Cibeles y teniendo de ella un hijo llamado Coribas, del que tomarían su nombre los coribantes, soldados-sacerdotes de la diosa. En otras fuentes poco difundidas se menciona era el portador del paladión, que viajó por Sicilia para difundir los misterios de Samotracia, o que incluso podría haber muerto asesinado por su propio hermano Dárdano.
Cuando murió, Yasión fue colocado en las estrellas, formando con Triptólemo la constelación de Géminis, aunque la versión más extendida dice que estaba formada por los hermanos Cástor y Pólux.